# FIVB World Tour 2002
De FIVB World Tour 2002 vond plaats tussen juni en oktober 2002. De veertiende editie van de mondiale beachvolleybalcompetitie bestond in totaal uit 21 toernooien en deed vijftien steden aan. Bij de mannen behaalde het Argentijnse duo Mariano Baracetti en Martín Conde de eindzege en bij de vrouwen wonnen de Amerikanen Misty May en Kerri Walsh het eindklassement. 

## Kalender
| Plaats     | Categorie  | Geslacht | Datum                     | Prijzengeld |
| ---------- | ---------- | -------- | ------------------------- | ----------- |
| Madrid     | Open       | vrouwen  | 5 – 9 juni 2002           | $150.000    |
| Berlijn    | Open       | mannen   | 12 – 16 juni 2002         | $150.000    |
| Gstaad     | Open       | mannen   | 19 – 23 juni 2002         | $150.000    |
| Gstaad     | Open       | vrouwen  | 18 – 22 juni 2002         | $150.000    |
| Stavanger  | Open       | mannen   | 3 – 7 juli 2002           | $150.000    |
| Stavanger  | Open       | vrouwen  | 2 – 6 juli 2002           | $150.000    |
| Montreal   | Open       | mannen   | 10 – 14 juli 2002         | $150.000    |
| Montreal   | Open       | vrouwen  | 9 – 13 juli 2002          | $150.000    |
| Marseille  | Grand Slam | mannen   | 17 – 21 juli 2002         | $200.000    |
| Marseille  | Grand Slam | vrouwen  | 16 – 20 juli 2002         | $200.000    |
| Rhodos     | Open       | vrouwen  | 24 – 28 juli 2002         | $150.000    |
| Espinho    | Open       | mannen   | 24 – 28 juli 2002         | $150.000    |
| Klagenfurt | Grand Slam | mannen   | 1 – 4 augustus 2002       | $200.000    |
| Klagenfurt | Grand Slam | vrouwen  | 31 juli – 3 augustus 2002 | $200.000    |
| Osaka      | Open       | vrouwen  | 7 – 11 augustus 2002      | $150.000    |
| Cádiz      | Open       | mannen   | 7 – 11 augustus 2002      | $150.000    |
| Maoming    | Open       | vrouwen  | 14 – 18 augustus 2002     | $150.000    |
| Mallorca   | Open       | mannen   | 4 – 8 september 2002      | $150.000    |
| Mallorca   | Open       | vrouwen  | 3 – 7 september 2002      | $150.000    |
| Vitória    | Open       | vrouwen  | 17 – 22 september 2002    | $150.000    |
| Fortaleza  | Open       | mannen   | 1 – 6 oktober 2002        | $150.000    |

## Resultaten

### Madrid Open
Van 5 tot en met 9 juni 2002
| Vrouwen | Vrouwen                              |
| Rang    | Team                                 |
| ------- | ------------------------------------ |
| 1       | Misty May / Kerri Walsh              |
| 2       | Ana Paula Connelly / Tatiana Minello |
| 3       | Natalie Cook / Kerri Pottharst       |
| 4       | Alexandra Fonseca / Mônica Rodrigues |
| 5       | Daniela Gattelli / Lucilla Perrotta  |
| 5       | Eva Celbová / Soňa Nováková          |
| 5       | Laura Bruschini / Annamaria Solazzi  |
| 5       | Stephanie Pohl / Okka Rau            |

### Berlijn Open
Van 12 tot en met 16 juni 2002
| Mannen | Mannen                              |
| Rang   | Team                                |
| ------ | ----------------------------------- |
| 1      | Rogério Ferreira / Harley Marques   |
| 2      | Mariano Baracetti / Martín Conde    |
| 3      | Markus Dieckmann / Jonas Reckermann |
| 4      | John Child / Mark Heese             |
| 5      | Martin Laciga / Paul Laciga         |
| 5      | Julien Prosser / Lee Zahner         |
| 5      | Francisco Álvarez / Juan Rossell    |
| 5      | Maurizio Pimponi / Andrea Raffaelli |

### Gstaad Open
Van 18 tot en met 23 juni 2002
| Mannen | Mannen                           |
| Rang   | Team                             |
| ------ | -------------------------------- |
| 1      | Mariano Baracetti / Martín Conde |
| 2      | Márcio Araújo / Benjamin Insfran |
| 3      | Stein Metzger / Kevin Wong       |
| 4      | Roberto Lopes / Franco Neto      |
| 5      | Tande Ramos / Emanuel Rego       |
| 5      | Julien Prosser / Lee Zahner      |
| 5      | John Child / Mark Heese          |
| 5      | Markus Egger / Sascha Heyer      |

| Vrouwen | Vrouwen                              |
| Rang    | Team                                 |
| ------- | ------------------------------------ |
| 1       | Misty May / Kerri Walsh              |
| 2       | Adriana Behar / Shelda Bede          |
| 3       | Natalie Cook / Kerri Pottharst       |
| 4       | Alexandra Fonseca / Mônica Rodrigues |
| 5       | Ana Paula Connelly / Tatiana Minello |
| 5       | Holly McPeak / Elaine Youngs         |
| 5       | Daniela Gattelli / Lucilla Perrotta  |
| 5       | Leila Barros / Sandra Pires          |

### Stavanger Open
Van 2 tot en met 7 juli 2002
| Mannen | Mannen                              |
| Rang   | Team                                |
| ------ | ----------------------------------- |
| 1      | Tande Ramos / Emanuel Rego          |
| 2      | José Loiola / Ricardo Santos        |
| 3      | Patrick Heuscher / Stefan Kobel     |
| 4      | Rogério Ferreira / Harley Marques   |
| 5      | Vegard Høidalen / Jørre Kjemperud   |
| 5      | Markus Dieckmann / Jonas Reckermann |
| 5      | Jörg Ahmann / Axel Hager            |
| 5      | Andrew Schacht / Joshua Slack       |

| Vrouwen | Vrouwen                              |
| Rang    | Team                                 |
| ------- | ------------------------------------ |
| 1       | Holly McPeak / Elaine Youngs         |
| 2       | Natalie Cook / Kerri Pottharst       |
| 3       | Adriana Behar / Shelda Bede          |
| 4       | Misty May / Kerri Walsh              |
| 5       | Ana Paula Connelly / Tatiana Minello |
| 5       | Dianne DeNecochea / Barbra Fontana   |
| 5       | Leila Barros / Sandra Pires          |
| 5       | Angela Clarke / Tania Gooley         |

### Montreal Open
Van 9 tot en met 14 juli 2002
| Mannen | Mannen                           |
| Rang   | Team                             |
| ------ | -------------------------------- |
| 1      | José Loiola / Ricardo Santos     |
| 2      | John Child / Mark Heese          |
| 3      | Stein Metzger / Kevin Wong       |
| 4      | Mariano Baracetti / Martín Conde |
| 5      | Tande Ramos / Emanuel Rego       |
| 5      | Márcio Araújo / Benjamin Insfran |
| 5      | Martin Laciga / Paul Laciga      |
| 5      | Nik Berger / Clemens Doppler     |

| Vrouwen | Vrouwen                                   |
| Rang    | Team                                      |
| ------- | ----------------------------------------- |
| 1       | Misty May / Kerri Walsh                   |
| 2       | Adriana Behar / Shelda Bede               |
| 3       | Holly McPeak / Elaine Youngs              |
| 4       | Natalie Cook / Kerri Pottharst            |
| 5       | Ana Paula Connelly / Tatiana Minello      |
| 5       | Daniela Gattelli / Lucilla Perrotta       |
| 5       | Carrie Busch / Leanne McSorley            |
| 5       | Annette Huygens Tholen / Nicole Sanderson |

### Grand Slam Marseille
Van 16 tot en met 21 juli 2002
| Mannen | Mannen                            |
| Rang   | Team                              |
| ------ | --------------------------------- |
| 1      | José Loiola / Ricardo Santos      |
| 2      | Francisco Álvarez / Juan Rossell  |
| 3      | Tande Ramos / Emanuel Rego        |
| 4      | Mariano Baracetti / Martín Conde  |
| 5      | Márcio Araújo / Benjamin Insfran  |
| 5      | Rogério Ferreira / Harley Marques |
| 5      | Stein Metzger / Kevin Wong        |
| 5      | Julien Prosser / Lee Zahner       |

| Vrouwen | Vrouwen                              |
| Rang    | Team                                 |
| ------- | ------------------------------------ |
| 1       | Holly McPeak / Elaine Youngs         |
| 2       | Misty May / Kerri Walsh              |
| 3       | Natalie Cook / Kerri Pottharst       |
| 4       | Adriana Behar / Shelda Bede          |
| 5       | Ana Paula Connelly / Tatiana Minello |
| 5       | Leila Barros / Sandra Pires          |
| 5       | Eva Celbová / Soňa Nováková          |
| 5       | Susanne Glesnes / Kathrine Maaseide  |

### Rhodos Open
Van 24 tot en met 28 juli 2002
| Vrouwen | Vrouwen                              |
| Rang    | Team                                 |
| ------- | ------------------------------------ |
| 1       | Holly McPeak / Elaine Youngs         |
| 2       | Natalie Cook / Kerri Pottharst       |
| 3       | Vasso Karadassiou / Effrosyni Sfyri  |
| 4       | Rebekka Kadijk / Marrit Leenstra     |
| 5       | Adriana Behar / Shelda Bede          |
| 5       | Leila Barros / Sandra Pires          |
| 5       | Alexandra Fonseca / Mônica Rodrigues |
| 5       | Dianne DeNecochea / Barbra Fontana   |

### Espinho Open
Van 24 tot en met 28 juli 2002
| Mannen | Mannen                           |
| Rang   | Team                             |
| ------ | -------------------------------- |
| 1      | Stein Metzger / Kevin Wong       |
| 2      | Márcio Araújo / Benjamin Insfran |
| 3      | José Loiola / Ricardo Santos     |
| 4      | Mariano Baracetti / Martín Conde |
| 5      | John Child / Mark Heese          |
| 5      | Todd Rogers / Sean Scott         |
| 5      | Andrew Schacht / Joshua Slack    |
| 5      | Jody Holden / Conrad Leinemann   |

### Grand Slam Klagenfurt
Van 31 juli tot en met 4 augustus 2002
| Mannen | Mannen                            |
| Rang   | Team                              |
| ------ | --------------------------------- |
| 1      | José Loiola / Ricardo Santos      |
| 2      | Markus Egger / Sascha Heyer       |
| 3      | Vegard Høidalen / Jørre Kjemperud |
| 4      | Márcio Araújo / Benjamin Insfran  |
| 5      | John Child / Mark Heese           |
| 5      | Nik Berger / Clemens Doppler      |
| 5      | Roberto Lopes / Franco Neto       |
| 5      | Iver Horrem / Bjørn Maaseide      |

| Vrouwen | Vrouwen                              |
| Rang    | Team                                 |
| ------- | ------------------------------------ |
| 1       | Misty May / Kerri Walsh              |
| 2       | Adriana Behar / Shelda Bede          |
| 3       | Holly McPeak / Elaine Youngs         |
| 4       | Chiaki Kusuhara / Ryo Tokuno         |
| 5       | Ana Paula Connelly / Tatiana Minello |
| 5       | Tian Jia / Wang Fei                  |
| 5       | Carrie Busch / Leanne McSorley       |
| 5       | Rebekka Kadijk / Marrit Leenstra     |

### Osaka Open
Van 7 tot en met 11 augustus 2002
| Vrouwen | Vrouwen                              |
| Rang    | Team                                 |
| ------- | ------------------------------------ |
| 1       | Adriana Behar / Shelda Bede          |
| 2       | Ana Paula Connelly / Tatiana Minello |
| 3       | Misty May / Kerri Walsh              |
| 4       | Rebekka Kadijk / Marrit Leenstra     |
| 5       | Leila Barros / Sandra Pires          |
| 5       | Tian Jia / Wang Fei                  |
| 5       | Vasso Karadassiou / Effrosyni Sfyri  |
| 5       | Stephanie Pohl / Okka Rau            |

### Cádiz Open
Van 7 tot en met 11 augustus 2002
| Mannen | Mannen                           |
| Rang   | Team                             |
| ------ | -------------------------------- |
| 1      | Martin Laciga / Paul Laciga      |
| 2      | Jody Holden / Conrad Leinemann   |
| 3      | Tande Ramos / Emanuel Rego       |
| 4      | Mariano Baracetti / Martín Conde |
| 5      | John Child / Mark Heese          |
| 5      | Francisco Álvarez / Juan Rossell |
| 5      | Iver Horrem / Bjørn Maaseide     |
| 5      | Richard de Kogel / Sander Mulder |

### Maoming Open
Van 14 tot en met 18 augustus 2002
| Vrouwen | Vrouwen                                |
| Rang    | Team                                   |
| ------- | -------------------------------------- |
| 1       | Misty May / Kerri Walsh                |
| 2       | Holly McPeak / Elaine Youngs           |
| 3       | Natalie Cook / Kerri Pottharst         |
| 4       | Adriana Behar / Shelda Bede            |
| 5       | Tian Jia / Wang Fei                    |
| 5       | Daniela Gattelli / Lucilla Perrotta    |
| 5       | Lina Jantsjoelova / Petja Jantsjoelova |
| 5       | Angela Clarke / Tania Gooley           |

### Mallorca Open
Van 3 tot en met 8 september 2002
| Mannen | Mannen                            |
| Rang   | Team                              |
| ------ | --------------------------------- |
| 1      | Martin Laciga / Paul Laciga       |
| 2      | Márcio Araújo / Benjamin Insfran  |
| 3      | Emanuel Rego / Ricardo Santos     |
| 4      | Rogério Ferreira / Harley Marques |
| 5      | Mariano Baracetti / Martín Conde  |
| 5      | Jody Holden / Conrad Leinemann    |
| 5      | Javier Bosma / Antonio Cotrino    |
| 5      | Björn Berg / Simon Dahl           |

| Vrouwen | Vrouwen                              |
| Rang    | Team                                 |
| ------- | ------------------------------------ |
| 1       | Adriana Behar / Shelda Bede          |
| 2       | Misty May / Kerri Walsh              |
| 3       | Ana Paula Connelly / Tatiana Minello |
| 4       | Eva Celbová / Soňa Nováková          |
| 5       | Rebekka Kadijk / Marrit Leenstra     |
| 5       | Alexandra Fonseca / Mônica Rodrigues |
| 5       | Vasso Karadassiou / Effrosyni Sfyri  |
| 5       | Carrie Busch / Leanne McSorley       |

### Vitória Open
Van 17 tot en met 22 september 2002
| Vrouwen | Vrouwen                              |
| Rang    | Team                                 |
| ------- | ------------------------------------ |
| 1       | Holly McPeak / Elaine Youngs         |
| 2       | Misty May / Kerri Walsh              |
| 3       | Ana Paula Connelly / Tatiana Minello |
| 4       | Adriana Behar / Shelda Bede          |
| 5       | Natalie Cook / Kerri Pottharst       |
| 5       | Leila Barros / Sandra Pires          |
| 5       | Alexandra Fonseca / Mônica Rodrigues |
| 5       | Susanne Glesnes / Kathrine Maaseide  |

### Fortaleza Open
Van 1 tot en met 6 oktober 2002
| Mannen | Mannen                              |
| Rang   | Team                                |
| ------ | ----------------------------------- |
| 1      | Márcio Araújo / Benjamin Insfran    |
| 2      | Stein Metzger / Kevin Wong          |
| 3      | Emanuel Rego / Ricardo Santos       |
| 4      | Jefferson Bellaguarda / Juca Dultra |
| 5      | Rogério Ferreira / Harley Marques   |
| 5      | Iver Horrem / Bjørn Maaseide        |
| 5      | Jörg Ahmann / Axel Hager            |
| 5      | Paulão Moreira / Paulo Emilio Silva |

## Prijzen
| Winnaar FIVB World Tour          | Winnaar FIVB World Tour |
| Mannen                           | Vrouwen                 |
| -------------------------------- | ----------------------- |
| Mariano Baracetti / Martín Conde | Misty May / Kerri Walsh |